# Chino (Kalifornien)
Chino ist eine Stadt im US-Bundesstaat Kalifornien. Das U.S. Census Bureau hat bei der Volkszählung 2020 eine Einwohnerzahl von 91.403 ermittelt. Sie befindet sich im südwestlichen Teil des San Bernardino Countys. Das Stadtgebiet hat eine Größe von 76,8 Quadratkilometern und besitzt keine nennenswerte Industrie.
Im Prado Regional Park in Chino wurden die Schießsportwettkämpfe der Olympischen Spiele 1984 ausgetragen.
Bekannt ist die Stadt auch für die örtlichen Gefängnisse: Das reine Männergefängnis California Institution for Men ist das älteste größere US-Gefängnis, das im Jahr 1941 mit nur minimalen Sicherheitsmerkmalen gebaut wurde; es hat etwa 5800 Insassen. Das reine Frauengefängnis California Institution for Women beherbergt etwa 2500 Insassen unter minimaler bis mittlerer Bewachung.
Im Jahr 2012 wurde Chino zum fünften Mal von America's Promise Alliance als eine der 100 besten Gemeinden für junge Leute ausgezeichnet.

## Geografie
Die Stadt liegt im Südwesten des San Bernardino Countys in Kalifornien. Sie grenzt im Westen an Chino Hills, im Norden an gemeindefreies Gebiet, im Nordosten an Ontario und im Südosten an Eastvale im Riverside County.
Chino ist eine principal city der Metropolitan Statistical Area (MSA) Riverside–San Bernardino–Ontario mit rund 4,6 Millionen Einwohnern.
Die südöstliche Stadtgrenze folgt ungefähr dem Verlauf der California State Route 71. Weitere bedeutende Straßen in Chino sind die California State Routes 60 und 83.
Die Stadt erstreckt sich auf einer Fläche von circa 76,8 km², wovon die Landfläche den größten Teil ausmacht. Das Stadtzentrum befindet sich auf einer Höhe von 222 Metern.

## Geschichte
Die ersten Bewohner der heutigen Stadt Chino waren Indianer vom Stamm der Tongva, die die Siedlung Wapijangna im Einzugsgebiet des Santa Ana River bewohnten. Nach der Gründung der Mission San Gabriel Arcángel im Jahr 1771 wurden einige der Ureinwohner getauft. Das Land fiel der spanischen Krone und später dem unabhängigen Staat Mexiko zu.
Ungefähr zwanzig Jahre später sprach der damalige Gouverneur von Oberkalifornien, Juan Bautista Alvarado, das Gebiet der Rancho Santa Ana del Chino Antonio Maria Lugo zu. Zwei Jahre später übergab der nun amtierende Gouverneur Manuel Micheltorena drei weitere League Land an Antonio Maria Lugos Schwiegersohn Isaac Williams, der die Rancho mittlerweile übernommen hatte. Williams besaß viele Rinder und Pferde, was zu Überfällen durch Indianer und Weiße führte. Einer von ihnen war James P. Beckwourth, der sich 1840 als Otterjäger ausgab, um die Tiere im Umkreis der Rancho Chino beobachten zu dürfen. Seine Informationen teilte er anschließend Häuptling Walkara mit, der die Überfälle der Ute-Indianer koordinierte.
Im frühen Mexikanisch-Amerikanischen Krieg fand auf Williams’ Rancho ein Gefecht statt, bei dem 24 Soldaten der Republik Kalifornien von 50 Mexikanern besiegt wurden.
Während des kalifornischen Goldrauschs wurde die Rancho als Zwischenstation für Reisende genutzt und Kohle auf dem Gelände entdeckt. Nachdem Kalifornien im Jahre 1850 US-amerikanisch geworden war, bekam Isaac Williams 1869 seine Ländereien offiziell zugesprochen.
Der nächste Besitzer der Rancho wurde Richard Gird. Ab 1887 wurde sein Land neu aufgeteilt, sodass die Stadt Chino entstand. Im Jahr 1910 wurde sie zur City erhoben.
Das Chino Valley, am Fuß einer Schwemmebene gelegen, war von den 1890er Jahren bis in das mittlere 20. Jahrhundert landwirtschaftlich geprägt, was sich besonders auf die fruchtbaren Böden bis in einen Meter Tiefe zurückführen lässt. Zu Beginn des 20. Jahrhunderts machte der Zuckerrübenanbau einen signifikanten Teil der Wirtschaft aus, gefolgt von Zuckermais, der an der Pazifikküste als Chino corn vermarktet wurde, sowie Pfirsichen, Walnüssen, Tomaten und Erdbeeren.
Von den 1950er bis zu den 1980er Jahren gewann die Milchproduktion an Bedeutung, was auch durch spezielle Molkereigebiete, die im südwestlichen San Bernardino County angelegt wurden, begünstigt wurde. Besonders Familien niederländischer Ethnie bildeten dort das Fundament für den aufstrebenden Wirtschaftszweig, der Chino schon wenig später zur größten milchproduzierenden Ortschaft in den Vereinigten Staaten machen sollte.
Aufgrund der ländlichen Lage und Atmosphäre war Chino ein beliebter Drehort für Filmszenen, die im Mittleren Westen spielen sollten.
Viele historisch bedeutsame Elemente der Stadt wurden in Zeiten der Immobilienspekulation überstürzt abgerissen. Neben einem großen Gebäude, das dem mittlerweile geschlossenen Einkaufszentrum „Value Fair“ weichen musste, wurden auch in der Altstadt Gebiete um neue Gerichte, Polizeiwachen und das Rathaus erweitert. Die tiefer gelegenen Stadtteile wurden in der Vergangenheit häufig überschwemmt, und auch heute noch sind die Bereiche am Prado Dam bei starken Regenfällen von Hochwasser bedroht.
In den späten 1970er Jahren entwickelte sich Chino zu einem kleinen Vorort am Westrand der Metropolregion Inland Empire. Mittlerweile wird der Charakter der Stadt stärker von der Mittelklasse dominiert, obwohl nach wie vor Industriegebiete und Weideland existieren.

## Demographie
Die Volkszählung 2010 ermittelte eine Einwohnerzahl von 77.983. Somit konnte ein Zuwachs von über 12.000 Menschen binnen zehn Jahren festgestellt werden. Im Jahre 2000 lebten noch gut 67.300 Personen in Chino. Dabei stieg der Anteil der Latinos an der Gesamtbevölkerung um rund sechs Prozent an. 2010 betrug ihr Anteil 53 Prozent, womit die Stadt einen prozentual höheren Anteil dieser Bevölkerungsgruppe hat als der Staat Kalifornien. Europäischstämmige Weiße stellten demnach rund 40 Prozent der Stadtbevölkerung, während Afroamerikaner als Minderheit nur sechs Prozent der städtischen Einwohner ausmachten. Auf 100 Frauen kamen nach der Volkszählung 105,7 Männer. Die Bevölkerung der Stadt verteilte sich auf 21.797 Haushalte, während das Durchschnittsalter bei 33,2 Jahren lag.

## Politik
Chino ist Teil des 20. Distrikts im Senat von Kalifornien, der momentan vom Demokraten Alex Padilla vertreten wird. In der California State Assembly ist der Ort dem 52. Distrikt zugeordnet und wird somit vom Demokraten Freddie Rodriguez vertreten. Auf Bundesebene gehört Chino Kaliforniens 35. Kongresswahlbezirk an, der einen Cook Partisan Voting Index von D+15 hat und von der Demokratin Gloria Negrete McLeod vertreten wird.

## Wirtschaft
Chino und die umliegenden Orte waren lange Zeit ein Zentrum von Landwirtschafts- und Molkereibetrieben. Die Stadt musste die hohe Milchnachfrage in Südkalifornien und weiten Teilen der südwestlichen USA decken. Die Geschichte der Landwirtschaft in Chino lässt sich bis zur Rancho Santa Ana del Chino in der Zeit der spanischen Herrschaft über Kalifornien zurückverfolgen. Als Hauptkomponenten der lokalen Agrarwirtschaft bildeten sich neben der Milchindustrie Obstgärten und der Anbau von Hackfrüchten heraus.
In der Innenstadt finden sich Filialen der San Bernardino County Library und des Chaffey Community Colleges, außerdem das Chino Community Theatre und der Chino Boxing Club. Wöchentlich findet ein Bauernmarkt statt.

## Söhne und Töchter der Stadt
- Harold E. Stine (1903–1977), Kameramann
- Robert Burks (1909–1968), Kameramann
- Paula Pierce (1960–1991), Sängerin, Gitarristin, Komponistin und Leaderin der Rockband The Pandoras
- Alisha Klass (* 1972), Pornodarstellerin
- Shelly Martínez (* 1980), Model, Schauspielerin, Wrestlerin und Valet
- Diana Taurasi (* 1982), Basketballspielerin